# Torrey Folk
Torrey Folk (Ann Arbor, 10 de diciembre de 1973) es una deportista estadounidense que compitió en remo.
Ganó dos medallas de plata en el Campeonato Mundial de Remo, en los años 1998 y 1999, en la prueba de ocho con timonel. Participó en los Juegos Olímpicos de Sídney 2000, ocupando el sexto lugar en la misma prueba.

## Palmarés internacional
| Campeonato Mundial | Campeonato Mundial      | Campeonato Mundial | Campeonato Mundial |
| Año                | Lugar                   | Medalla            | Prueba             |
| ------------------ | ----------------------- | ------------------ | ------------------ |
| 1998               | Colonia (Alemania)      | Medalla de plata   | Ocho con timonel   |
| 1999               | St. Catharines (Canadá) | Medalla de plata   | Ocho con timonel   |